# Пастушок каліфорнійський
Пастушок каліфорнійський (Rallus obsoletus) — вид журавлеподібних птахів родини пастушкових (Rallidae). Поширений в Північній Америці.

## Таксономія
Вид близький до пастушка узбережного (Rallus crepitans), і донедавна вважався його підвидом.

## Поширення
Він поширений на південному заході США та північно-західній Мексиці, від затоки Сан-Франциско до півдня Нижньої Каліфорнії.

## Підвиди
- R. o. obsoletus Ridgway, 1874 — у західно-центральній Каліфорнії від затоки Гумбольдта до затоки Монтерей;
- R. o. levipes Bangs, 1899 — від південно-західної Каліфорнії (Санта-Барбара) до північної Нижньої Каліфорнії (лагуна Охо-де-Лібре);
- R. o. yumanensis Dickey, 1923 — у південно-східній Каліфорнії (море Солтон) і басейні річки Колорадо на північному заході Мексики;
- R. o. beldingi Ridgway, 1882 — у південній частині Нижньої Каліфорнії від затоки Магдалена до острова Еспіріту-Санто.

## Опис
Птах завдовжки 35–40 см і вагою від 160 до 350 г. Самці трохи більші за самиць.

## Спосіб життя
Харчується молюсками, членистоногими, хробаками та дрібною рибою.